# Jean Royer

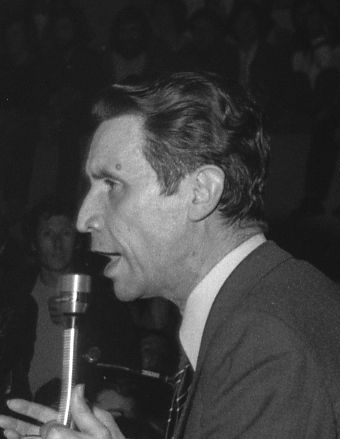
Jean Royer, 1974

Jean Royer (* 31. Oktober 1920 in Nevers, Département Nièvre; † 25. März 2011 in Chambray-lès-Tours, Département Indre-et-Loire) war ein französischer Politiker (RPF, UNR, UDR, RPR). Er war von 1958 bis 1973 und 1976 bis 1997 Abgeordneter der Nationalversammlung, von 1959 bis 1995 Bürgermeister von Tours und von 1973 bis 1974 Minister für Handel und Handwerk. Royer setzte sich gegen die Verbreitung von Pornografie und gegen Schwangerschaftsabbrüche ein und erhielt deshalb den Spitznamen „Vater der Scham“ (père-la-pudeur). 1974 kandidierte er erfolglos für das Amt des Staatspräsidenten.

## Leben
Nach dem Besuch der École normale de Loches studierte Royer an der Universität Poitiers, wo er mit einer Licence de lettres abschloss. Danach wurde er 1945 zunächst Lehrer in Langeais.
1947 wurde er als Kandidat des von Charles de Gaulle gegründeten Rassemblement du peuple français (RPF)  im Wahlkreis Tours erstmals Mitglied der Nationalversammlung, verlor dieses Mandat jedoch nach seiner Wahlniederlage 1951. Danach war er bis 1954 als Lehrer in Sainte-Maure-de-Touraine tätig, ehe er zwischen 1954 und 1958 Lehrbeauftragter für Fortbildungslehrgänge in Tours war.
Royer wurde 1958 abermals zum Mitglied in die Nationalversammlung gewählt und gehörte dieser – mit einer Unterbrechung von 1973 bis 1976 – während zehn Legislaturperioden bis 1997 an. 1959 wurde er darüber hinaus zum Bürgermeister von Tours gewählt und übte dieses Amt bis 1995 aus. Außerdem war er von 1961 bis 1988 Mitglied des Generalrats des Département Indre-et-Loire. 
Während seiner Amtszeit als Bürgermeister leitete er zahlreiche Bauvorhaben und Infrastrukturmaßnahmen ein wie den Anschluss an das TGV-Netz nach Paris, Bordeaux und Nantes sowie den Bau des Kongresszentrums Vinci gegenüber dem Bahnhof der Stadt. 1962 kam es zur Gründung der Städtepartnerschaft mit Mülheim an der Ruhr, wobei er für die Förderung und den Ausbau dieser Partnerschaft 1973 mit dem Ehrenring von Mülheim an der Ruhr ausgezeichnet wurde. In den 1970er-Jahren engagierte er sich besonders gegen die Verbreitung von Pornografie im Zuge der sexuellen Revolution der 68er-Bewegung und erhielt dafür den Spitznamen „Vater der Scham“ (père-la-pudeur). 
Im April 1973 wurde Royer als Minister für Handel und Handwerk in das Kabinett von Premierminister Pierre Messmer berufen. Im Rahmen einer Regierungsumbildung wurde er im Februar 1974 Minister für Post und Telekommunikation im dritten Kabinett Messmer und gehörte diesem bis April 1974 an.
Er trat nach dem Tod von Staatspräsident Georges Pompidou als Minister zurück, um bei der Präsidentschaftswahl im Mai 1974 zu kandidieren. Royer präsentierte sich dabei als Kandidat für moralische Ordnung und Recht. Er erhielt im ersten Wahlgang 3,17 Prozent der Stimmen und kam damit nicht in die Stichwahl am 19. Mai 1974, die Valéry Giscard d’Estaing gewann.
1995 erlitt er nach 36 Jahren eine Niederlage bei der Wahl zum Bürgermeister von Tours gegen seinen sozialistischen Herausforderer Jean Germain.
Royer, der zuletzt in einem Altenheim in einem Vorort von Tours lebte, starb an den Folgen seiner langjährigen Alzheimer-Krankheit.

## Hintergrundliteratur
- Michel Jouet / Jean-Jacques Martin: Jean Royer, un réformisme autoritaire, 1975
- Christian Garbar: Jean Royer 1974. Objectif Élysée!, 1981